# Atlantirivulus simplicis
Atlantirivulus simplicis es un pez de agua dulce la familia de los rivulines en el orden de los ciprinodontiformes.

## Morfología
De cuerpo alargado, los machos pueden alcanzar los 3,5 cm de longitud máxima.

## Distribución geográfica
Se encuentran en ríos de Sudamérica, en Brasil.

## Hábitat
Vive en los pantanos de agua dulce cerca de una playa y un manglar, a unos 100 m del mar, de comportamiento bentopelágico.